# Kargopollag
Kargopollag ou camp de travail pénitentiaire de Kargopol (en russe : Каргопольский ИТЛ ou Каргопольлаг) est une unité structurelle du système de camp de travail pénitentiaire du NKVD au sein du Goulag, en URSS.
Il a été créé le 16 août 1937, à l'époque de la Grande Terreur en URSS, et a existé jusqu'au 1er janvier 1960,. Le nombre de détenus s'élevait à environ 30 000 prisonniers,.
La plupart des détenus étaient répartis dans les camps des environs de la ville de Kargopol dans un rayon d'environ soixante kilomètres : Lipovo, Leïboucha, Kovja, Poïamenga, Niandoma et d'autres encore. Aux emplacements de ces camps on trouve encore des fossés, des pierres, des abris d'hiver, des monticules créés par les prisonniers des camps.
Selon les mémoires de Mikhaïl Dmitrievitch Pouzyriova (1915-2009), en 1941, un grand nombre de prisonniers ont été amenées dans ces zones forestières de faible densité de population. Ils venaient d'Estonie, de Lettonie, de Lituanie, de Bielorussie occidentale, d'Ukraine , de l'
Oblast de Transcarpatie, mais il avait aussi des Hongrois, des Bulgares, des Tchèques, des Slovaques, des Polonais, et des Juifs.
L'ouvrage d' Anne Applebaum, Goulag, une histoire fait de nombreuses références à ce camp de travail de Kargopol (section Yertsevo)  sur base des notes de Gustaw Herling-Grudziński dans son livre Un monde à part (en polonais : Inny świat),.

## Histoire du camp
Le 16 août 1937, par ordre du chef du département du NKVD d'URSS Vassily Dementiev (ru), a été formé dans l'Oblast du Nord (1936-1937) (en), le camp de rééducation par le travail forestier de Kargopol. La direction du camp a placé ses bureaux dans l'ancien monastère de l'Assomption de la petite ville de Kargopol.
La direction du camp a décidé de diviser celui-ci en deux zones d'exploitation forestière: l'une de Kargopol, incluant les massifs forestiers du bassin des rivières qui se jettent dans le Lac Latcha et dans la partie supérieure de l'Onega et l'autre Yertsevskoïe, comprenant les massifs forestiers autour de la station de chemin de fer de Yertsevo, dans le raïon de Konocha.

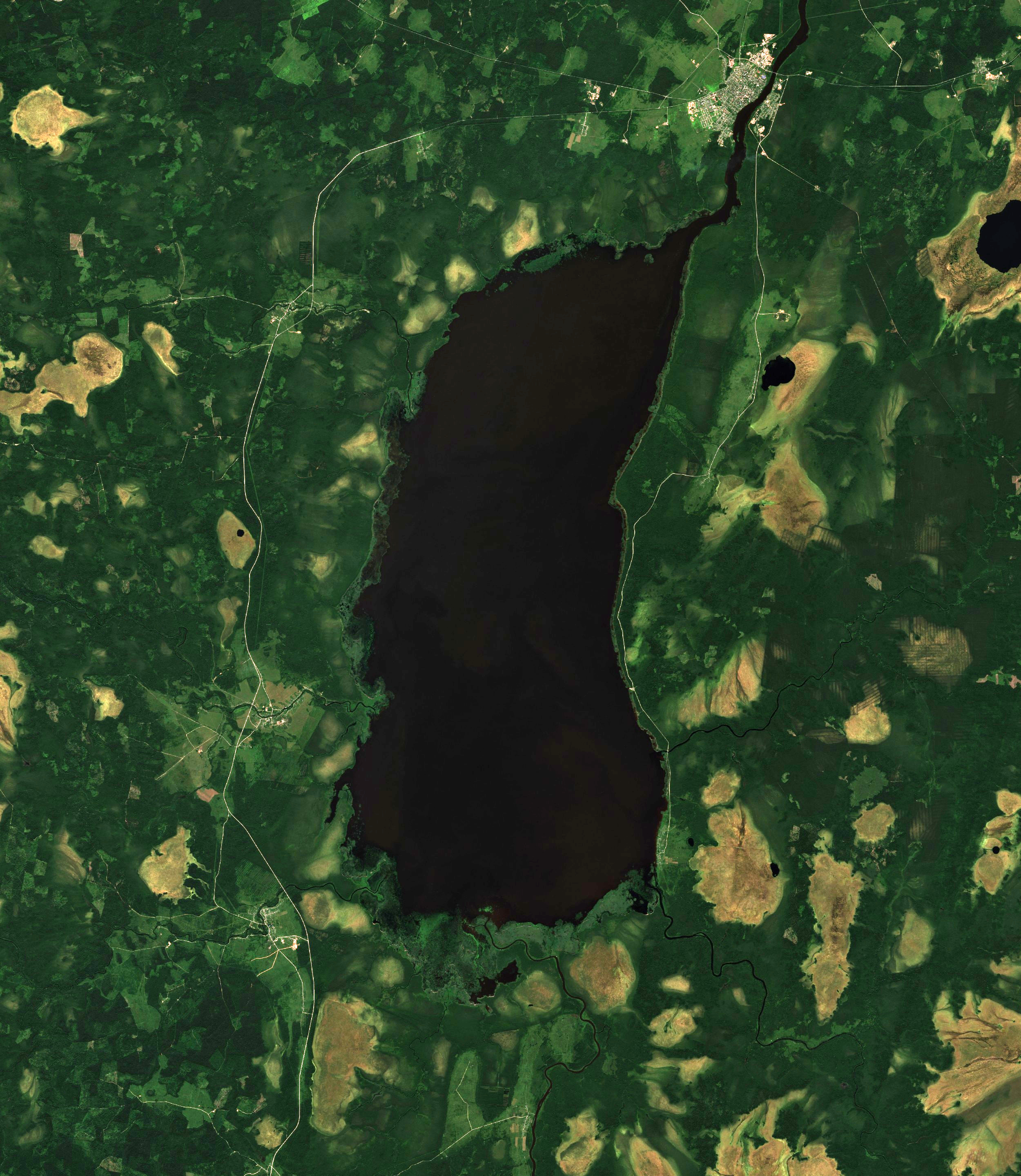
Lac Latcha, zone d'exploitation forestière du camp de Kargopol. Au nord du lac la ville de Kargopol est visible sur la carte

Le 23 septembre 1937, par décret du Comité central des oblasts du Nord (1936—1937) de la République socialiste fédérative soviétique de Russie, ont été séparés l'un de l'autre : l'oblast de Vologda de l'oblast d'Arkhangelsk. Il en résulte que le raïon de Kargopol a fait alors partie de l'oblast de Vologda et Konosha de celui d'Arkhangelsk.
Le commandement opérationnel de Kargopollag dépendait à l'origine du Goulag, puis en 1939 de la Direction de l'industrie forestière.
En août 1940 la direction de Kargopollag a été transférée à la station Yertsevo, car la majeure partie des travaux étaient effectués par cette station.
Le 1er janvier 1960 le Kargopollag a été fermé définitivement.

## Vie dans les camps
Anne Applebaum cite plusieurs exemples de la vie dans le camp dont elle a trouvé la sourcé dans le récit de .
Gustaw Herling-Grudziński. Ce dernier décrit par exemple la méthode qu'il a utilisée dans ses premiers jours de vie au camp de Kargopollag : il a vendu ses grandes bottes d'officier à un criminel de droit commun et en récompense celui-ci lui a obtenu par ses relations une place de porteur au centre de ravitaillement alimentaire. La vie y était dure mais on pouvait chaparder du rabiot.,.
Une femme menacée de viol voire de meurtre  par des détenus de droits communs pouvait s'adresser elle-même au poste de contrôle (vakhta). Mais la sécurité au poste n'était pas garantie et les gardes pouvaient aussi rire ou hausser les épaules ,.

## Type de travaux exécutés dans le camp
- Exploitation forestière;

Bassin de l'Onega, rivière Volochka, Kargopol

- usine sur la rivière de Volochka (en) pour fabriquer de la cellulose pour poudre à canon;
- fourniture de bois de chauffage  à la ville de Moscou, fabrication de skis;
- production de poteaux de chemin de fer;
- travail dans les fermes d'état de Voronino, Oust-Koubinksy, Kargopolski, et pour la peche;
- fabrication de meubles et de chaussures;
- scierie, préparation de traverses;
- manutention;
- atelier de réparation et de mécanique; entretien du réseau ferroviaire d'Ertsevski et de la gare de Pouksa;
- confection de vêtements;
- atelier de construction de maisons, de chemins de fer, de briques…

## Prisonniers du camp
- Gustaw Herling-Grudziński
- Isaak Filchtinski [1]

## Ouvrage sur le camp
- Un monde à part (Herling-Grudziński)

## Dirigeants du camp
- V. L. Sokolov (1938-1939)
- Maksime Vassilievitch Korobitsyne (1939-1941) et (1954)
- S. A. Didorenko (1941-1947)
- A. G. Nikolaiev (1953))
- A. N. Chliamine (1955) et (1958)
- D. A. Nepriakhine (1956)
- I. N. Vitenko (1956-1958)